# طوبين جرابي جنوبي
الطوبين الجرابي الجنوبي (الاسم العلمي:Notoryctes typhlops) (بالإنجليزية: Southern marsupial mole)‏ هو نوع من الثدييات يتبع جنس الطوبين الجرابي من فصيلة المناجذ الجرابية.